# Cosciniopsis vallata
Cosciniopsis vallata är en mossdjursart som först beskrevs av Uttley och Bullivant 1972.  Cosciniopsis vallata ingår i släktet Cosciniopsis och familjen Gigantoporidae. Inga underarter finns listade i Catalogue of Life.